# Hernán Céspedes
Hernán Céspedes (Ibagué, Tolima, Colombia; 22 de julio de 1984) es un futbolista colombiano. Juega de delantero y su último equipo es el Rampla Juniors de la Segunda División Profesional de Uruguay.

## Clubes
| Club                     | País     | Año         |
| ------------------------ | -------- | ----------- |
| Deportes Tolima          | Colombia | 2004 - 2006 |
| Atlético Juventud Soacha | Colombia | 2008        |
| Santa Fe                 | Colombia | 2008        |
| Juventud Girardot        | Colombia | 2009 - 2010 |
| Rampla Juniors           | Uruguay  | 2010 - 2013 |